# Vicus Tuscus

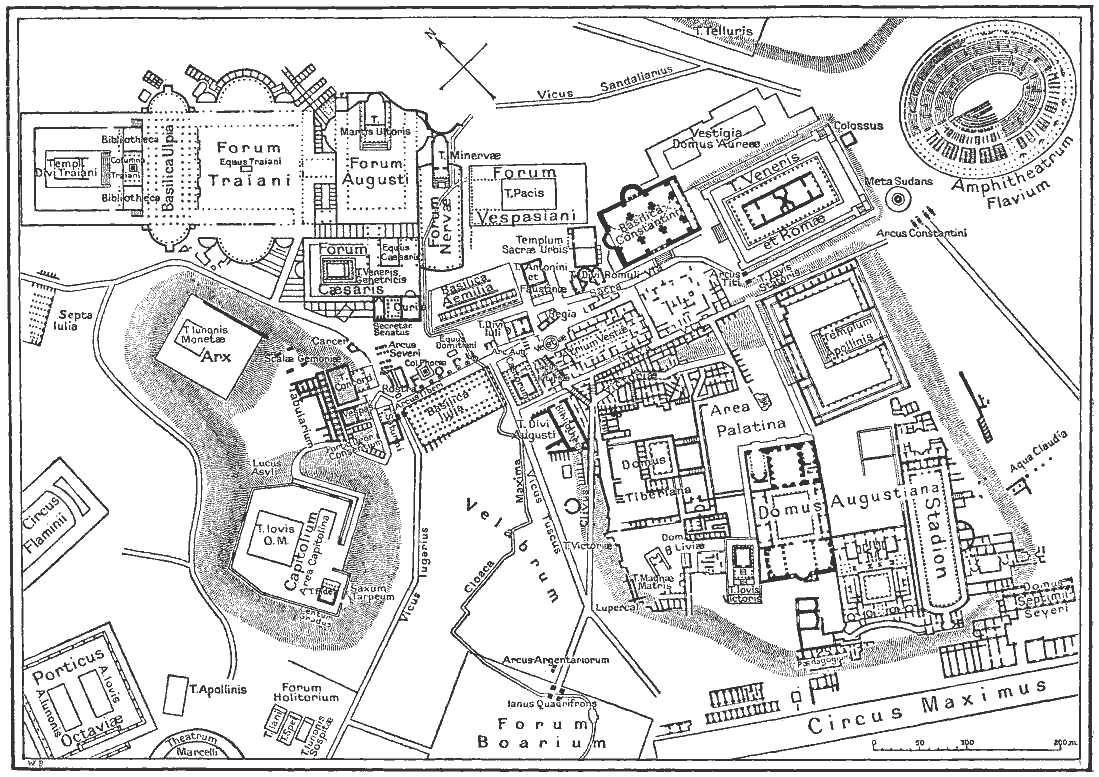
Mappa del centro di Roma imperiale che mostra il Vicus Tuscus

Vicus Tuscus (in italiano "borgo etrusco" o "via etrusca") fu un'importante strada di Roma antica. 

## Storia e descrizione
Il vicus Tuscus, con il significato di borgo etrusco o via etrusca, coincide approssimativamente con l'attuale via di San Teodoro terminando, sempre approssimativamente, all'altezza di San Giorgio al Velabro. Originariamente iniziava dal Foro Romano passando tra la Basilica Giulia e il Tempio dei Dioscuri, (in quel punto vi era una statua del dio etrusco Vertumno ), seguiva un tragitto attraverso il Velabro tra la Cloaca Massima e il fianco occidentale del colle Palatino, passava tra il Foro Boario e il Circo Massimo e finiva nella Porta Flumentana, da lì si collegava attraverso il Pons Sublicius alla via che portava verso le città etrusche di Cerveteri e Tarquinia.
Secondo alcuni autori latini il Vicus Tuscus fu abitato in origine da etruschi che, per Varrone, alleati di Romolo contro Tito Tazio, furono fatti lì trasferire dal Celio perché in posizione troppo dominante, dopo la morte di Celio Vibenna, oppure secondo Livio erano dei rifugiati etruschi dopo la sconfitta di Porsenna ad Aricia, invece Tacito afferma che erano gli artigiani etruschi che costruirono il Tempio di Giove Ottimo Massimo al servizio del re Tarquinio il Superbo. 
La strada era dedicata al commercio di costose stoffe e profumi d'importazione, che nel tempo gli fecero cambiar nome, secondo lo Pseudo Asconio, in Vicus Turarius ("borgo dell'incenso"). Vi si svolgevano anche le processioni sacre che durante i giochi circensi portavano le effigi degli idoli dal Campidoglio al Circo Massimo. 
Perso l'originario carattere di borgo abitato, il vicus divenne in tarda età repubblicana e imperiale, una delle zone più malfamate della Roma antica, con la Suburra e il vicino Circo Massimo. Plauto attesta (Curculio, IV 482) che verso il 193 a.C. era anche luogo di prostituzione maschile .